# Stazione di Paterno-San Pelino
La stazione di Paterno-San Pelino è una fermata ferroviaria posta nel comune di Avezzano che fu costruita a servizio delle frazioni di Paterno e San Pelino. La fermata è ubicata lungo la ferrovia Roma-Pescara.

## Storia
Inaugurata nel 1888, nella fermata non fermano più treni.

## Strutture e impianti
Il fabbricato viaggiatori presenta all'interno una sala d'attesa.

## Servizi
- Sala d'attesa